# Agromyza spenceri
Agromyza spenceri är en tvåvingeart som beskrevs av Griffiths 1963. Agromyza spenceri ingår i släktet Agromyza och familjen minerarflugor. Inga underarter finns listade i Catalogue of Life.